# Derek Cecil
Derek Alan Cecil (ur. 15 stycznia 1973 w Amarillo) – amerykański aktor telewizyjny, filmowy i teatralny.

## Filmografia

### Filmy
- 2002: Faceci w czerni II jako agent mechanik
- 2008: Decydujący głos (TV) jako Jeremy Bash
- 2010: Dla niej wszystko jako dr Becsey
- 2011: Single od dziecka jako Pete
- 2013: Parker jako asystent pani Fritz

### Seriale telewizyjne
- 1998: Nash Bridges jako Bruce Sutcliffe
- 2000: Prawo i porządek: sekcja specjalna jako Russell Ramsay
- 2001–2002: Pasadena jako Tom Bellow
- 2005: Prawo i porządek jako Steven Lamar
- 2006: Mistrzowie horroru jako Ernst Haeckel
- 2007: Plotkara jako Alex
- 2008: Fringe: Na granicy światów jako Christopher
- 2008: Prawo i porządek jako Joe Hartwig
- 2009: Żona idealna jako Jonathan Eldredge
- 2009: Szpital Miłosierdzia jako Kevin
- 2010: Chirurdzy jako Sean Allen
- 2010: Prawo i porządek: Zbrodniczy zamiar jako Ted Stoddard
- 2011: Unforgettable: Zapisane w pamięci jako Adam Coyer
- 2011–2012: Treme jako Chas
- 2013: Zero Hour jako Eddie
- 2013–2014: Banshee jako Dean Xavier
- 2014–2018: House of Cards jako Seth Grayson
- 2019: Czarny poniedziałek jako detektyw Lester
- 2019: Prawo i porządek: sekcja specjalna jako Garrett Howard
- 2020: Czarny poniedziałek jako prywatny detektyw